# Ginástica artística na Universíada de Verão de 2003 - Masculino
Os resultados masculinos da ginástica artística na Universíada de Verão de 2003 contaram com todas as provas.

## Resultados

### Individual geral
Finais
| Pos.              | Ginasta        | País                  | Pontos  |
| ----------------- | -------------- | --------------------- | ------- |
| Medalha de ouro   | Coreia do Sul  | Yang Tae Young        | 56,650  |
| Medalha de prata  | Cazaquistão    | Yernar Yerimbetov     | 56,150  |
| Medalha de bronze | Japão          | Yuki Yoshimura        | '56,100 |
| 4                 | Japão          | Masaki Endo           | 55,550  |
| 5                 | Coreia do Sul  | Lee Sun Sung          | 54,750  |
| 6                 | Ucrânia        | Andriy Mykhaylychenko | 54,625  |
| 7                 | China          | Lu Bin                | 54,550  |
| 8                 | Rússia         | Timur Kuzmin          | 54,475  |
| 9                 | Rússia         | Dmitri Drevin         | 54,350  |
| 10                | Roménia        | Ilie Daniel Popescu   | 54,300  |
| 11                | Ucrânia        | Ruslan Myezyenisev    | 54,100  |
| 12                | Japão          | Naoya Tabara          | 53,850  |
| 13                | Rússia         | Maxim Deviatkovski    | 53,750  |
| 14                | Roménia        | Calin Names-Bufu      | 53,625  |
| 15                | Reino Unido    | David Eaton           | 53,350  |
| 16                | Austrália      | John Carroll          | 53,325  |
| 17                | Cazaquistão    | Stepan Gorbachev      | 53,275  |
| 18                | Estados Unidos | Kai Wen Tan           | 53,225  |
| 19                | Reino Unido    | Ross Brewer           | 53,050  |
| 20                | Suíça          | Mark Ramseier         | 52,900  |
| 21                | Hungria        | Zoltan Detroi         | 52,875  |
| 22                | Eslovênia      | Jan Petrovic          | 52,825  |
| 23                | Suíça          | Roger Sager           | 52,575  |
| 24                | Estados Unidos | Guillermo Alvarez     | 52,475  |

| Pos.             | País           | Ginasta          | Pts.  |
| ---------------- | -------------- | ---------------- | ----- |
| Medalha de ouro  | China          | Li Dezhi         | 9,600 |
| Medalha de prata | Cazaquistão    | Stepan Gorbachev | 9,525 |
| Medalha de prata | Coreia do Sul  | Yang Tae Young   | 9,525 |
| 4                | Letônia        | Igors Vihrovs    | 9,325 |
| 5                | Coreia do Sul  | Kim Dae Eun      | 8,850 |
| 5                | Ucrânia        | Roman Zozcilya   | 8,850 |
| 7                | França         | Yohann Renne     | 8,575 |
| 8                | Estados Unidos | Justin Spring    | 8,375 |

| Pos.              | País          | Ginasta            | Pts.  |
| ----------------- | ------------- | ------------------ | ----- |
| Medalha de ouro   | China         | Lu Bin             | 9,700 |
| Medalha de ouro   | Bielorrússia  | Aliaxei Ihnatovich | 9,700 |
| Medalha de bronze | Rússia        | Yuri Timofeev      | 9,650 |
| 4                 | Taipé Chinesa | Huang Che-Kuei     | 9,625 |
| 4                 | Coreia do Sul | Shin Hyung Ook     | 9,625 |
| 6                 | Taipé Chinesa | Lin Hsiang-Wei     | 9,500 |
| 7                 | Rússia        | Maxim Deviatkovski | 9,150 |
| 8                 | Roménia       | Bogda Orzata       | 8,750 |

| Pos.              | País           | Ginasta         | Pts.  |
| ----------------- | -------------- | --------------- | ----- |
| Medalha de ouro   | China          | Dong Zhen       | 9,700 |
| Medalha de ouro   | Coreia do Sul  | Yang Tae Young  | 9,700 |
| Medalha de bronze | Ucrânia        | Roman Zozcilya  | 9,625 |
| 4                 | Estados Unidos | Marshall Erwin  | 9,600 |
| 5                 | Estados Unidos | Kai Wen Tan     | 9,575 |
| 5                 | Ucrânia        | Serhiy Vyaltsev | 9,575 |
| 7                 | Coreia do Sul  | Lee Sun Sung    | 9,550 |
| 7                 | Itália         | Matteo Morandi  | 9,550 |

| Pos.              | País          | Ginasta              | Pts.  |
| ----------------- | ------------- | -------------------- | ----- |
| Medalha de ouro   | Cazaquistão   | Yernar Yerimbetov    | 9,500 |
| Medalha de ouro   | Letônia       | Jevgenijs Sapronenko | 9,500 |
| Medalha de bronze | Coreia do Sul | Yang Tae Young       | 9,450 |
| 4                 | Polónia       | Leszek Blanik        | 9,437 |
| 5                 | Suíça         | Roger Sager          | 9,400 |
| 6                 | China         | Lu Bin               | 9,375 |
| 7                 | Taipé Chinesa | Lin Yung-Hsi         | 9,275 |
| 8                 | Roménia       | Ilie Daniel Popescu  | 9,025 |

| Pos.              | País          | Ginasta           | Pts.  |
| ----------------- | ------------- | ----------------- | ----- |
| Medalha de ouro   | Cazaquistão   | Yernar Yerimbetov | 9,600 |
| Medalha de ouro   | Coreia do Sul | Yang Tae Young    | 9,600 |
| Medalha de bronze | Japão         | Yuki Yoshimura    | 9,575 |
| 4                 | China         | Li Peng           | 9,375 |
| 5                 | Coreia do Sul | Shin Hyung Ook    | 9,250 |
| 6                 | França        | Johan Nounard     | 9,200 |
| 7                 | China         | Li Dezhi          | 9,100 |
| 8                 | Japão         | Masaki Endo       | 8,800 |

| Pos.              | País         | Ginasta              | Pts.  |
| ----------------- | ------------ | -------------------- | ----- |
| Medalha de ouro   | Ucrânia      | Andriy Mykhaylchenko | 9,700 |
| Medalha de prata  | Finlândia    | Jani Tanskanen       | 9,650 |
| Medalha de bronze | Bielorrússia | Yang Tae Seok        | 9,625 |
| Medalha de bronze | Ucrânia      | Valeri Goncharov     | 9,625 |
| 5                 | Roménia      | Calin Nemes-Bufu     | 9,600 |
| 6                 | Japão        | Yuki Yoshimura       | 9,550 |
| 7                 | Suíça        | Christoph Schaerer   | 9,525 |
| 8                 | Japão        | Akifumi Sasaki       | 8,700 |

### Equipes
Finais
| Posição           | País           | Total   |
| ----------------- | -------------- | ------- |
| Medalha de ouro   | Coreia do Sul  | 168,425 |
| Medalha de prata  | Ucrânia        | 168,150 |
| Medalha de bronze | Japão          | 167,125 |
| 4                 | China          | 165,225 |
| 5                 | Roménia        | 164,125 |
| 6                 | Rússia         | 164,050 |
| 7                 | Estados Unidos | 162,400 |
| 8                 | França         | 161,625 |